# 두꺼비쥐
두꺼비쥐(Mus bufo)는 쥐과 생쥐속에 속하는 설치류의 일종이다. 부룬디와 콩고민주공화국, 르완다, 우간다에서 발견된다. 자연 서식지는 아열대 또는 열대 기후 지역의 습윤 산지림과 농지이다.